# Юрій Володимирович (князь пінський)
Юрій Володимирович (пом. 1288 або 1290) — Пінський князь, син Володимира Володимировича з роду Ізяславичів. Літопис повідомляє про нього, що це був князь «кроткий, смирный, правдивый», і «вси люди плакахуся по немь плачемъ великим».
1262 року разом з братами Федором та Демидом приїхав у Небль вітати Волинського князя Василька Романовича з перемогою над литовцями. Галицько-Волинський літопис згадував що Демид оплакував смерть свого брата Юрія (помер ймовірно близько 1288 або 1292), після чого той посів Пінський уділ.